# Linopotis

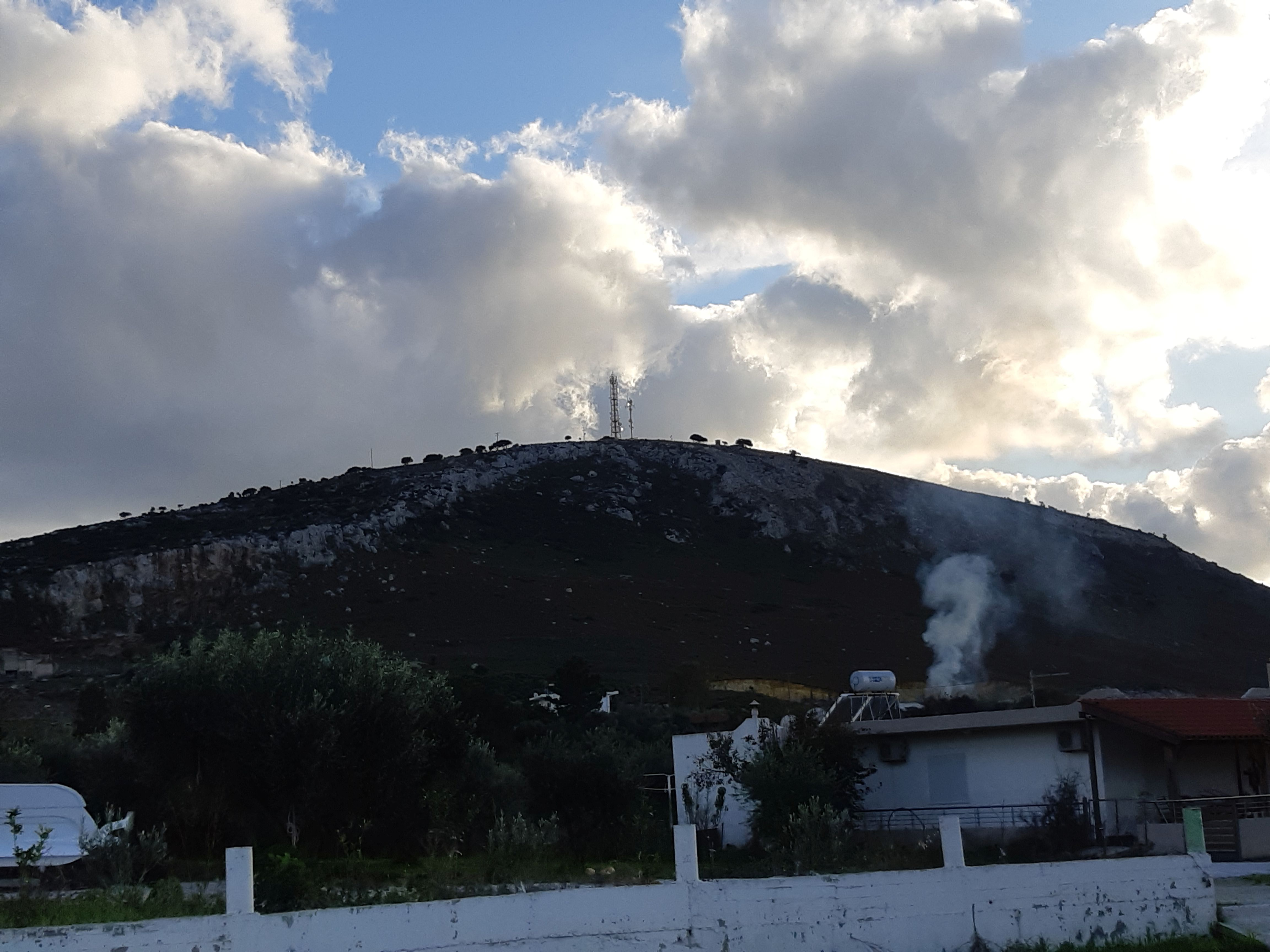
Mástil de acero en una colina cerca de Linopotis en la zona militar restringida

Linopotis (en griego: Λινοπότης) es una pequeña ciudad griega del Dodecaneso en la Isla de Kos, en el Mar Egeo.

## Geografía
Linopotis se encuentra a unos 10 kilómetros en línea recta al oeste de la ciudad de Cos, a unos 21 m s. n. m., directamente en la carretera principal de la isla que discurre entre Cos y Kéfalos. También hay unos 10 km en línea recta hasta el aeropuerto de Kos, cerca de Antimaquia. 
Al norte la ciudad más cercana es Tigaki, al este Zipari, al sur Pyli y al oeste Marmari. Desde Linopotis hasta el mar hay unos 2 kilómetros en línea recta y aproximadamente 1,5 kilómetros hasta la salina de Alykes.
Linopotis se conecta por rutas de autobús con Cos y Kéfalos y las ciudades intermedias.

## Historia
Linopotis fue fundada en 1936 como un asentamiento rural modelo por las fuerzas de ocupación italianas en Cos con una superficie de unas 1000 hectáreas para colonos italianos. Este asentamiento modelo se llamó primero Anguillara, pero también Fiorenza, Primavera y, a partir de 1939, Vittorio Egeo.
El segundo asentamiento, además de Linopotis, fue un pueblo en la zona de Lambi, la actual Lambi (entonces también llamada Torre di Lambi). 
Estos asentamientos modelo fueron una medida planificada a largo plazo dentro del plan de colonización agrocultural propagada por los fascistas italianos (ver también: Islas italianas del Egeo, 1912-1943).
La creación de estos asentamientos rurales en Cos y otras islas, así como en Italia, también se utilizó como medida de empleo para los desempleados entre 1928 y 1934. En Linopotis se construyeron obras de mejora del suelo y de abastecimiento de agua (p. ej., presas, cuencas de retención, canales, etc.), también se construyó un centro del nuevo pueblo y 25 granjas.
En octubre de 1943, cerca de Linopotis, varias decenas de oficiales italianos, hechos prisioneros de guerra, fueron fusilados por miembros de la Wehrmacht alemana, violando el derecho internacional, y enterrados en seis fosas comunes (ver: Masacre de Cos).
En diciembre de 2015, se produjeron manifestaciones de los vecinos de Linopotis contra la creación de un primer punto de acogida para refugiados.

## Población y estructura política
Linopotis pertenece al distrito municipal de Dikeos (Δημοτική Ενότητα Δικαίου) con un total de 7130 habitantes (2011), que a su vez se divide en dos distritos (Asfendio y Pyli) con ocho pueblos. El distrito municipal de Asfendiouu (Δημοτική Κοινότητα Ασφενδιού), al que pertenece Linopotis, tiene un total de 4094 habitantes (2011).

## Patrimonio
- Linopoti, centro administrativo histórico catalogado (desolado), en la carretera principal de Kos a Kefalos.

Al sur, sobre el pueblo de Linopotis, se encuentra una zona militar restringida y en la colina hay un mástil de acero visible desde lejos. En esta zona restringida ya se localiza la iglesia de Agios Sevastianos (Άγιος Σεβαστιανός), situada frente al histórico edificio administrativo italiano.
Al norte del histórico edificio administrativo se encuentra un espacioso complejo eclesiástico y la iglesia de Agios Pavlos (Αγιος Παυλος Λινοπότι).